# Storstädning i familjen
Storstädning i familjen (Kleine Mädchen – große Sorgen) är en tysk komedifilm från 1941 i regi av Boleslaw Barlog med manus av Curt J. Braun.

## Handling
Läkaren Paul Hartung och hans fru Gina anländer till en liten stad nära Rhen för att hämta upp sin dotter Ursula. Väl där stöter Paul på en ung kvinna vid namn Eva som är Ursulas vän. Genom några tillfälligheter förälskar sig Eva i fadern och Ursula och hennes bror Hannes försöker komma på en plan för att rädda föräldrarnas äktenskap. 

## Rollista, urval
- Hannelore Schroth – Ursula
- Fritz Odemar – Dr. Paul Hartung
- Dagny Servaes – Gina
- Hermann Braun – Hannes
- Geraldine Katt – Eva Fürst
- Carsta Löck – Pauline
- Hans Brausewetter – Will Grohmann, konsthandlare
- Max Gülstorff – Dr. Thelen